# دعلبة

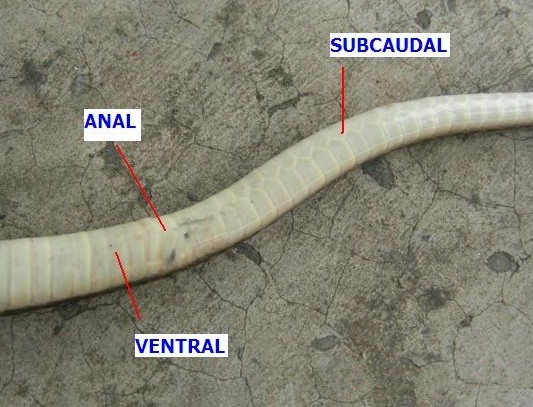
Amphiesma stolata

الدَّعْلَبة أو حراشف الصدر[بحاجة لمصدر] في الثعابين هي الصفحة الواحدة من الصفائح التي تُغَلِّف مِدَبَّ الحية والتي تمتد أسفل الجانب السفلي من الجسم من العنق إلى الحراشف الشرجية. أما صفحة الذنب فتدعى الذيلبة.

## أنظر أيضا
- ذيلبة